# Giro del Lussemburgo 2010
Il Giro del Lussemburgo 2010, settantaquattresima edizione della corsa, si svolse dal 2 al 6 giugno su un percorso di 726 km ripartiti in 4 tappe più un cronoprologo, con partenza e arrivo a Lussemburgo. Fu vinto dall'italiano Matteo Carrara della Vacansoleil Pro Cycling Team davanti al lussemburghese Fränk Schleck e allo statunitense Lance Armstrong, che fu in seguito cancellato dall'ordine di arrivo dall'Unione Ciclistica Internazionale a seguito delle inchieste sull'utilizzo di pratiche dopanti.

## Tappe
| Tappa  | Data     | Percorso                                      | km    | Vincitore di tappa | Leader cl. generale |
| ------ | -------- | --------------------------------------------- | ----- | ------------------ | ------------------- |
| Prol.  | 2 giugno | Lussemburgo > Lussemburgo (cron. individuale) | 2,6   | Jimmy Engoulvent   | Jimmy Engoulvent    |
| 1ª     | 3 giugno | Lussemburgo > Hesperange                      | 179,7 | Giovanni Visconti  | Cyril Lemoine       |
| 2ª     | 4 giugno | Schifflange > Differdange                     | 202,7 | Fränk Schleck      | Matteo Carrara      |
| 3ª     | 5 giugno | Eschweiler > Diekirch                         | 191,5 | Tony Gallopin      | Matteo Carrara      |
| 4ª     | 6 giugno | Mersch > Lussemburgo                          | 149,5 | Gorka Izagirre     | Matteo Carrara      |
| Totale | Totale   | Totale                                        | 726   |                    |                     |

## Dettagli delle tappe

### Prologo
- 2 giugno: Lussemburgo > Lussemburgo (cron. individuale) – 2,6 km

| Pos. | Corridore        | Squadra      | Tempo |
| ---- | ---------------- | ------------ | ----- |
| 1    | Jimmy Engoulvent | Saur-Sojasun | 3'41" |
| 2    | Cyril Lemoine    | Saur-Sojasun | a 9"  |
| 3    | Grégory Rast     | RadioShack   | s.t.  |

| Pos. | Corridore        | Squadra      | Tempo |
| ---- | ---------------- | ------------ | ----- |
| 1    | Jimmy Engoulvent | Saur-Sojasun | 3'41" |
| 2    | Cyril Lemoine    | Saur-Sojasun | a 9"  |
| 3    | Grégory Rast     | RadioShack   | s.t.  |

### 1ª tappa
- 3 giugno: Lussemburgo > Hesperange – 179,7 km

| Pos. | Corridore          | Squadra     | Tempo    |
| ---- | ------------------ | ----------- | -------- |
| 1    | Giovanni Visconti  | ISD-Neri    | 4h29'55" |
| 2    | Yauheni Hutarovich | FDJ         | s.t.     |
| 3    | Borut Božič        | Vacansoleil | s.t.     |

| Pos. | Corridore       | Squadra      | Tempo    |
| ---- | --------------- | ------------ | -------- |
| 1    | Cyril Lemoine   | Saur-Sojasun | 4h33'45" |
| 2    | Grégory Rast    | RadioShack   | s.t.     |
| 3    | Lance Armstrong | RadioShack   | a 1"     |

### 2ª tappa
- 4 giugno: Schifflange > Differdange – 202,7 km

| Pos. | Corridore           | Squadra     | Tempo    |
| ---- | ------------------- | ----------- | -------- |
| 1    | Fränk Schleck       | Saxo Bank   | 5h10'38" |
| 2    | Matteo Carrara      | Vacansoleil | s.t.     |
| 3    | Juan Antonio Flecha | Sky         | a 35"    |

| Pos. | Corridore       | Squadra     | Tempo    |
| ---- | --------------- | ----------- | -------- |
| 1    | Matteo Carrara  | Vacansoleil | 9h44'30" |
| 2    | Fränk Schleck   | Saxo Bank   | a 1"     |
| 3    | Lance Armstrong | RadioShack  | a 30"    |

### 3ª tappa
- 5 giugno: Eschweiler > Diekirch – 191,5 km

| Pos. | Corridore         | Squadra      | Tempo    |
| ---- | ----------------- | ------------ | -------- |
| 1    | Tony Gallopin     | Cofidis      | 4h57'28" |
| 2    | Giovanni Visconti | ISD-Neri     | s.t.     |
| 3    | Alexandre Geniez  | Skil-Shimano | s.t.     |

| Pos. | Corridore       | Squadra     | Tempo     |
| ---- | --------------- | ----------- | --------- |
| 1    | Matteo Carrara  | Vacansoleil | 14h41'58" |
| 2    | Fränk Schleck   | Saxo Bank   | a 1"      |
| 3    | Lance Armstrong | RadioShack  | a 30"     |

### 4ª tappa
- 6 giugno: Mersch > Lussemburgo – 149,5 km

| Pos. | Corridore      | Squadra     | Tempo    |
| ---- | -------------- | ----------- | -------- |
| 1    | Gorka Izagirre | Euskaltel   | 3h01'23" |
| 2    | Sergej Ivanov  | Katusha     | s.t.     |
| 3    | Matteo Carrara | Vacansoleil | s.t.     |

| Pos. | Corridore       | Squadra     | Tempo     |
| ---- | --------------- | ----------- | --------- |
| 1    | Matteo Carrara  | Vacansoleil | 17h43'21" |
| 2    | Fränk Schleck   | Saxo Bank   | a 1"      |
| 3    | Lance Armstrong | RadioShack  | a 30"     |

## Classifiche finali

### Classifica generale
| Pos. | Corridore           | Squadra                       | Tempo     |
| ---- | ------------------- | ----------------------------- | --------- |
| 1    | Matteo Carrara      | Vacansoleil Pro Cycling Team  | 17h43'21" |
| 2    | Fränk Schleck       | Team Saxo Bank                | a 1"      |
| 3    | Lance Armstrong     | Team RadioShack               | a 30"     |
| 4    | Juan Antonio Flecha | Sky Professional Cycling Team | a 34"     |
| 5    | Sergej Ivanov       | Team Katusha                  | s.t.      |
| 6    | Björn Leukemans     | Vacansoleil Pro Cycling Team  | a 35"     |
| 7    | Alexandre Geniez    | Skil-Shimano                  | a 39"     |
| 8    | Andreas Klöden      | Team RadioShack               | a 50"     |
| 9    | Grégory Rast        | Team RadioShack               | a 51"     |
| 10   | Sandy Casar         | FDJ                           | a 52"     |